# Tulipa borszczowii
Tulipa borszczowii (укр. Тюльпан Борщова) — багаторічна рослина роду тюльпан родини лілійних.

## Історія

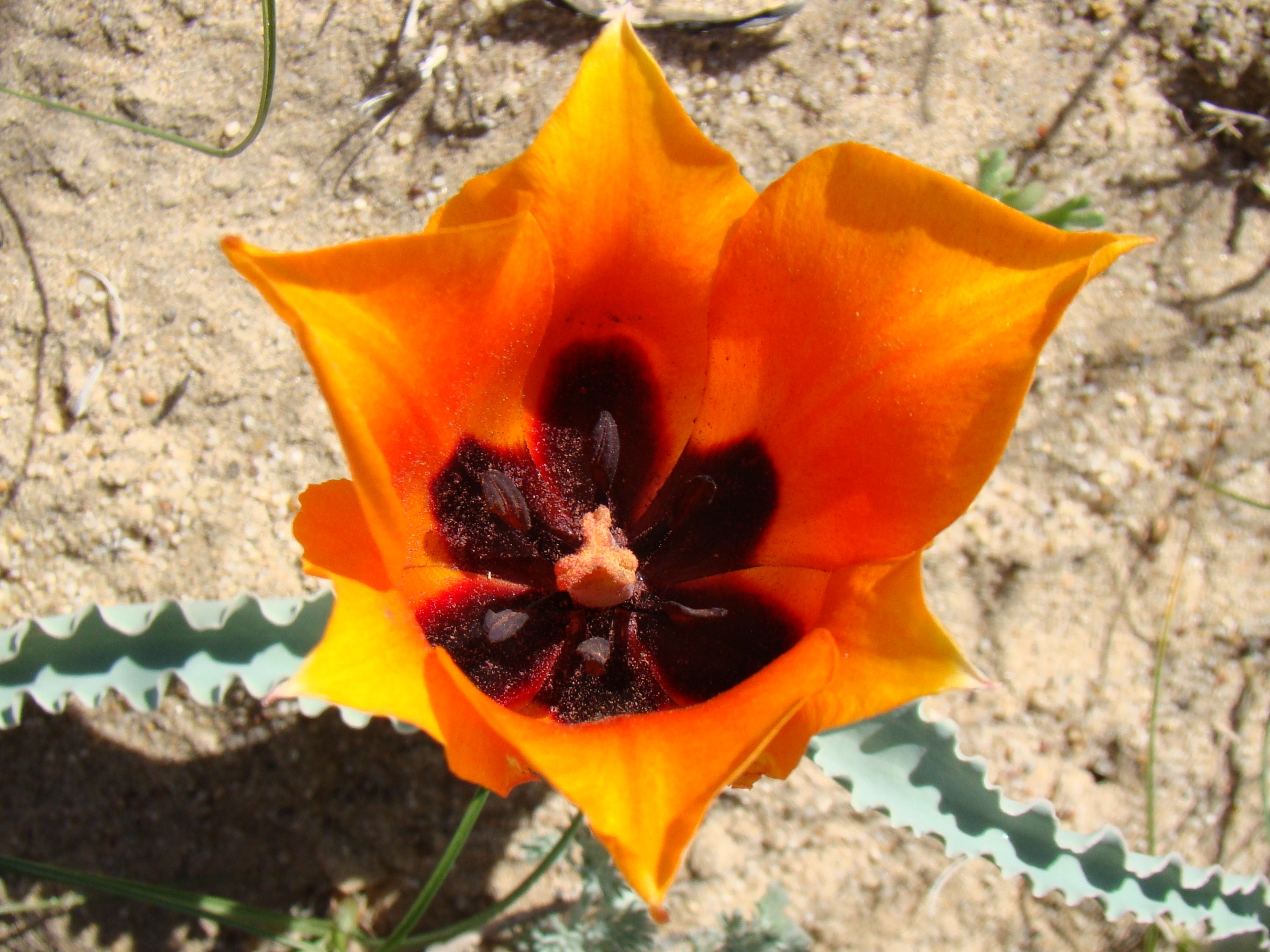
Квітка тюльпана Борщова

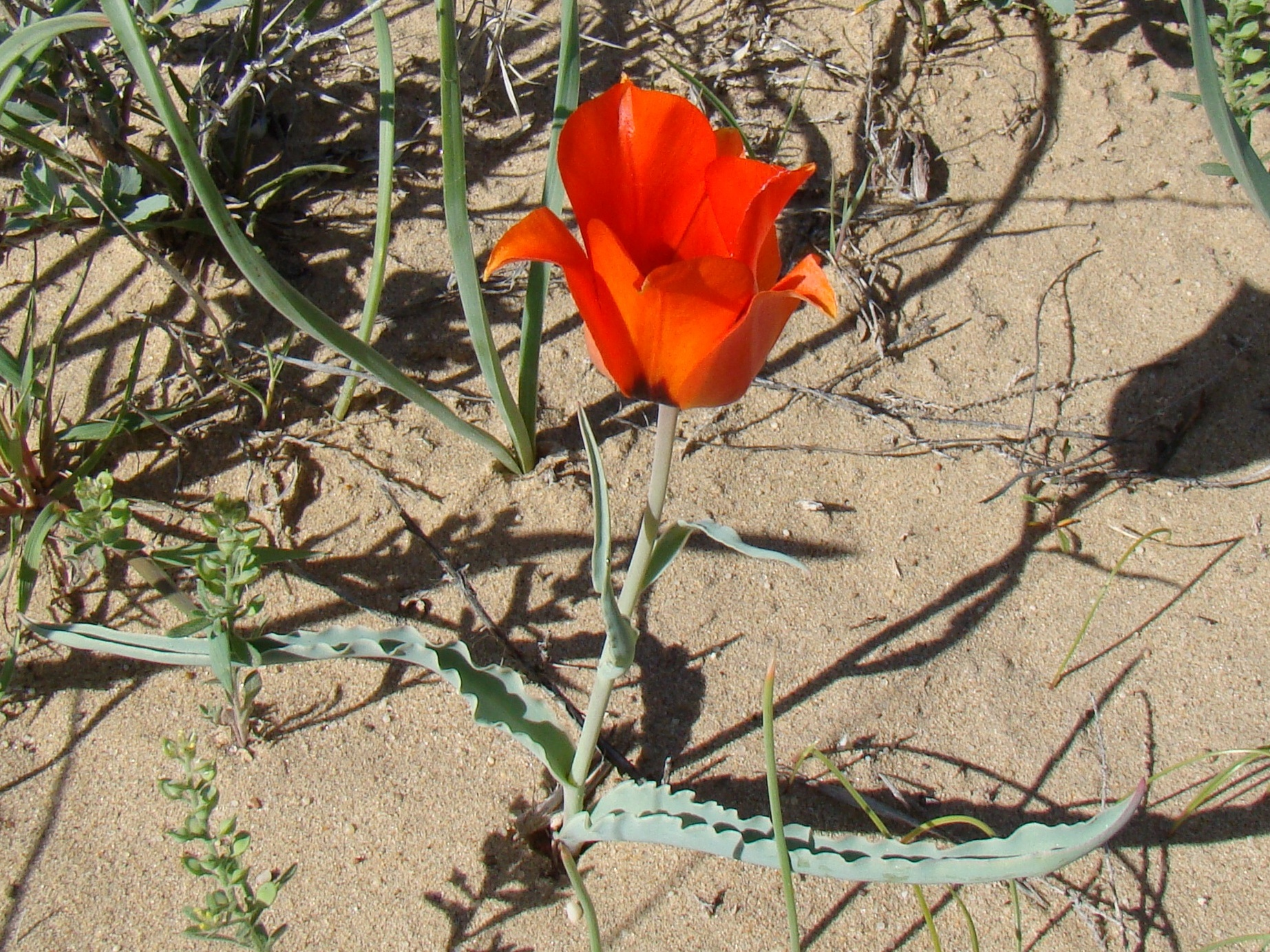
Червоноквітковий тюльпан Борщова поблизу Байконура

У 1868 році Едуард Регель описав цей вид за зразками, зібраними у 1857 році російським ботаніком Іллею Григоровичом Борщовим у Приаральських Каракумах, та назвав на його честь.

## Опис
Цибулини яйцеподібні, від 2 до 4 см в діаметрі з дуже твердими, шкірястими, чорно-бурими, з внутрішньої сторони густо шерстистими покривними лусками. Стебло до 20 см заввишки над рівнем ґрунту разом з квітконіжкою, сизе, голе; дуже рідко зустрічаються рослини, у яких воно трохи підфарбоване антоціаном. Листків — у кількості від 3 до 5 штук, ланцетні, сизі, по краю сильно хвилясті, біло-хрящувато-облямовані, гладкі або з рідкими віями (Сирдар'я), відігнуті. Нижній лист прикріплений до стебла на рівні ґрунту (18 см завдовжки, 4 см завширшки). Верхній лист 7 см завдовжки, 0,8 см завширшки. Квітка поодинока, до 6 см заввишки, з широким дном, жовта, помаранчева або оранжево-червона, з фіолетовою або лілово-коричневою плямою в центрі, яка сильно просвічує зсередини пелюсток і добре помітна з обох сторін. Тичинкові нитки майже чорні, іноді з червоною верхівкою, пильовики фіолетові або жовті. Зав'язь рівна по всій довжині, блакитно-зелена (2,2 см завдовжки, 0,5 см завширшки). Рильце світло-зеленувато-жовте, ширше зав'язі. Верхня частина плодолистків під рильцем яскраво-зелена. Плід — тупо округла коробочка до 4,5 см завдовжки і 2 см завширшки. Плодоніжка коротка (6 см), рівно] товщини як під коробочкою, так і при основі, жовтувата, темніша, ніж коробочка. Кількість нормально розвинених насінин до 227. Насіння плоске, округло-косо-трикутне, темно-коричневе, облямоване кругом більш світлою ніж насіння, неширокою, трохи загнутою вниз облямівкою. Розмноження насіннєве, рідко вегетативне.
Вид схожий за будовою цибулини і загальним габітусом з видами тюльпан Бема (Tulipa behmiana) і тюльпан Лемана (Tulipa lehmanniana).

## Екологія
Зростає в піщаних і глинисто-піщаних пустелях.
Цвіте в кінці квітня — травні, плодоносить в кінці травня — червні.

## Поширення
Тюльпан Борщова — ендемічна рослина Середньої Азії. У дикому вигляді росте тільки у Казахстані. Ареал охоплює Приаральські пустелі і Північні Кизилкуми. На заході доходить до низин річки Сарису і околиці пустелі Бетпак-Дала (Кизилординська і Південно-Казахстанська області).

## Охоронні заходи
Занесений до Червоної книги Казахстану. Охоронюваних територій в межах ареалу немає.

## Культивування
Вперше введений в культуру в Санкт-Петербурзькому ботанічному саду Е. Регелєм в 1868 році. Вирощувався в Ташкенті З. П. Бочанцевою. Апробований в Алмати.

## Використання
Високодекоративний вид. У культурі важкий, тому необхідна розробка спеціальних прийомів обробітку. У селекції не використовується.